# César Domela
 (juillet 2013).
Si vous disposez d'ouvrages ou d'articles de référence ou si vous connaissez des sites web de qualité traitant du thème abordé ici, merci de compléter l'article en donnant les références utiles à sa vérifiabilité et en les liant à la section « Notes et références ».
César Domela, né le 15 janvier 1900 à Amsterdam et mort le 30 décembre 1992 à Paris, est un peintre et sculpteur néerlandais.

## Biographie
César Domela est le fils et dernier enfant de Bertha et Ferdinand Domela Nieuwenhuis. Son père, un ancien pasteur luthérien, est le fondateur du mouvement anarcho-socialiste en Hollande. Il a pour lui la plus grande affection et la plus grande admiration pendant toute son enfance et son adolescence. Ainsi, grâce à lui, il approche de près la classe ouvrière.
En 1914, il effectue son premier voyage à Paris chez un ami de son père qui lui présente Henri Laurens. Deux ans plus tard, il pense devenir ethnologue et commence une petite collection d'art primitif. En 1918, il se met à dessiner.
Son père meurt en 1919. Pour échapper à une succession politique pour laquelle il ne se sent pas de vocation, il part pour Ascona dans le Tessin en emportant avec lui Le Livre du Tao qui a une grande importance tout au long de sa vie.

### Œuvres
Les premières toiles de Domela sont figuratives, proches du cubisme synthétique : paysages et natures mortes très stylisés. En 1923, il part pour Berlin où il séjourne quelques mois. Il rencontre Arthur Segal (en), Raoul Hausmann, Alexander Archipenko. Il expose pour la première fois avec les membres du Novembergruppe. À la fin de l'année, il part pour Paris et travaille dans l'atelier que lui a prêté H. Laurens. Il y rencontre Piet Mondrian et Theo van Doesburg. Il adhère au groupe De Stijl et peint sa première œuvre néoplastique. L'année suivante, Domela introduit la diagonale dans ses compositions s'opposant par là à Mondrian. Il repart en Hollande mais continue à participer à plusieurs numéros de la revue De Stijl.
En 1926, il rencontre sa compagne Ruth Derenberg. La revue De Stijl (no 73-74-78) publie plusieurs de ses œuvres. Mondrian le présente à Katherine Dreier qui l'inclut dans sa collection de la Société Anonyme, Inc.
Il expose en 1927 au Salon des indépendants. Il participe aussi à l'exposition de la Société Anonyme au Brooklyn Museum et au Museum of Modern Art à New York avec Gabo, Kandinsky, Lissitsky, Mondrian, Pevsner.  Exposition Die Abstrakten à Hanovre avec : Bucheister, Schwitters, Friedrich Vordemberge-Gildewart. Parallèlement il travaille à des affiches publicitaires, à des photomontages et s'intéresse à la typographie.
En 1929, Domela adhère au Ring neue Werbegestalter fondé par Kurt Schwitters. Il produit ses premiers reliefs néo-plastiques où se combinent peinture et divers matériaux. L'année suivante, il participe à la revue Cercle et carré (no 1 et 2) fondée par Michel Seuphor et Joaquín Torres García. En 1931, il organise et participe à l’exposition « Fotomontage » à la Staatliche Kunst-Bibliothek de Berlin avec Haussmann, Hannah Höch, Lissitsky, Moholy-Nagy, Rodtchenko).
En 1932, Domela introduit la courbe dans son œuvre, désormais la droite et la courbe s'allient ou s'opposent. À la suite de l'arrivée d'Hitler au pouvoir, Domela brûle les livres de sa bibliothèque anarchiste dont il a souvent réalisé la couverture ou la maquette. Il perd sa mère et revient des Pays-Bas avec des passeports néerlandais qui aident des anarchistes à quitter l'Allemagne. Les Domela s'installent à Paris à la Cité Fleurie. Il est présent dans le numéro 2 de la revue Abstraction-Création.
Il expose en solo en 1934 à la Galerie Pierre à Paris et participe à Abstraction-Création no 3. En 1936, nouvelle exposition particulière au Museum of Living Art à New York. Alfred Barr l'invite à participer avec quatre reliefs à l’exposition Cubism and Abstract Art.
L'année suivante, il participe à l'exposition Konstrktivisten à la Kunsthalle de Bâle, puis à l'exposition Origine et développement de l'Art Indépendant au Musée du Jeu de Paume à Paris. Il fonde la revue Plastique avec Sophie Taeuber-Arp et Hans Arp. En 1938, c'est l'exposition Abstrakte Kunst au Stedlijk Museum d'Amsterdam et l'année suivante l'exposition Art of Tomorrow à la Guggenheim Foundation. 
En 1943 est publié un album de reproductions d'œuvres de Domela, préfacé par Kandinsky. En 1944, il participe à l'exposition Compositions de Matières avec Kandinsky, Magnelli, de Staël, à la Galerie l'Esquisse à Paris, écourtée car le galeriste est recherché par la Gestapo pour faits de résistance. Domela parvient in extremis à sauver ses œuvres et celles de Kandinsky qu'il transporte sur le porte-bagages de son vélo.
En 1945, il participe à l'exposition Art Concret, galerie René Drouin.
Il est membre fondateur du Salon des réalités nouvelles où il expose épisodiquement de 1946 jusqu'en 1968. Il expose ensuite à la galerie Denise René (1947) ; à la galerie Apollinaire à Londres avec projection du film d'Alain Resnais, Visite à César Domela (1948) ; à la Galerie Cahiers d'Art (Paris) (1953).
Il participe en 1951 à l'exposition De Stijl au Stedelijk Museum d'Amsterdam, avec Theo van Doesburg, Mondrian, Vantongerloo, Rietveld, Huszár.
En 1954 et 1955, il fait l'objet de deux rétrospectives aux musées d’Art Moderne de Rio de Janeiro et de Sao Paulo (Brésil) puis au Stedlijk Museum. 
Il crée en 1955 quatre reliefs muraux pour la compagnie Utrecht à Rotterdam puis un relief mural pour le paquebot néerlandais Statendam (1956-1957) et un relief mural pour un immeuble de La Haye (1958).
Il expose à la Galerie Simone-Heller (1959), au Gemeente Museum de La Haye et (en groupe) à la Galerie Chalette (New York) en 1960 ; enfin, en 1961 en solo dans cette même Galerie Chalette (New York). Après un séjour à Kyoto (Japon) en 1962, il expose à l'Institut néerlandais (Paris) (1965) puis à la Galerie de Seine (Paris) (1971).
Il fait l'objet de rétrospectives :  à la Kunsthalle de Düsseldorf (Allemagne) (1972) ; à la galerie Annelie Juda Fine Art (Londres) en 1973, année où il illustre un poème de Jean Laude. Nouvelle rétrospective en 1976 à la Galerie Marguerite Lamy (Paris).
L'année suivante, il voyage à New York puis dans le Maine où il donne une série de cours et fait l'objet d'une rétrospective au Colby Museum de Waterville.
En 1978, il expose seul à la Galerie Carmen-Martinez puis en groupe « Abstraction-Création 1931-1936 » (Munster[Lequel ?], Paris) ainsi que Paris-Berlin.
Il voyage en Inde en 1979 et expose des gouaches à Calcutta. Suivent diverses expositions :
- 1980 : Exposition particulière Galerie de Seine, rétrospective au Gemeente Museum de La Haye, exposition de gouaches Galerie Cora de Vries.
- 1981 : Exposition de photographie à la Galerie Martini-Ronchetti, Gênes, Italie. Participation à l’exposition « Paris-Paris 1937-1947 »
- 1982 : Exposition particulière Galerie de France suivie d’une exposition de photographies.
- 1984 : Participation à l’exposition Kandinsky au Centre Pompidou.
- 1987 : « 65 ans d’abstraction » rétrospective au Musée d’Art Moderne de la ville de Paris, reprise par le musée de Grenoble.
- 1990 : Expositions particulières à l'Institut Néerlandais de Paris, au van Reekum Museum de Apeldoorn (Pays-Bas), et à la Chapelle de la Sorbonne (Paris) pour ses 90 ans.

Il meurt en 1992.

## Expositions posthumes
- 1994 : Domela/ Rueda « La Géométrie en liberté » Galerie Thessa Herold
- 1996 : Villa Aurélienne Fréjus : Œuvres Photographiques
- 1999 : Galerie Martini-Ronchetti, Gênes. Exposition particulière.
- 1999 : « Les origines de l'Art Moderne en France », Hong Kong  (participation)
- 2000 : Réalités Nouvelles (Paris), Hommage à César Domela
- 2000 : Museo Cantonale d’Arte (Lugano, Suisse), Rétrospective.
- 2001 : Museum Wilhem van Haaren (Heerenveen, Pays-Bas), Exposition particulière.
- 2001 : Museum Kasteel Wijchen (Pays-Bas), exposition de sculptures
- 2002 : Galerie Leonard Hutton (New York), Exposition particulière.
- 2003 : FIAC, stand Thessa Herold « Hommage à Domela » suivi d'une exposition particulière à la Galerie Thessa-Herold.
- 2004 : Foire de Bâle (Stand Galerie Leonard-Hutton) et Foire de Maastricht.
- 2006 : Galerie Drouart (Paris). Exposition « Réalités Nouvelles 1946-1955 »
- 2006 : Merzgebiete, exposition de groupe au Sprengel Museum (Hanovre). LAAC (Dunkerque) « Des sculpteurs à l’épreuve de l'estampe »
- 2007 : Musée d’Art Moderne & contemporain (Strasbourg), exposition particulière « Typographie, photomontages & reliefs » Sprengel Museum (Hanovre, Allemagne) Rétrospective.
- 2008 : Gemeente Museum (La Haye, Pays-Bas), Rétrospective. LAAC (Dunkerque) « La vision tactile » Rétrospective.
- 2012 : Galerie Thessa-Herold, César Domela - Sculptures, gouaches, collages, photomontages, exposition particulière.